# Isopterygium textorii
Isopterygium textorii là một loài Rêu trong họ Hypnaceae. Loài này được (Sande Lac.) Mitt. mô tả khoa học đầu tiên năm 1891.